# Les Deux Amis ou le Négociant de Lyon
Pour les articles homonymes, voir Les Deux Amis.
Les Deux Amis, ou le Négociant de Lyon est une pièce en 5 actes et en prose de Pierre-Augustin Caron de Beaumarchais représentée pour la première fois à la Comédie-Française le 13 janvier 1770. La scène se passe à Lyon. 
C'est un drame bourgeois et une pièce moralisatrice, exaltant les vertus de l'amitié, de la solidarité et de l'altruisme.

## Distribution à la création[2]
- Préville : Aurelly, riche négociant de Lyon
- Brizard : Mélac père, receveur général des fermes à Lyon
- Mlle Doligny : Pauline, nièce d'Aurelly
- Molé : Mélac fils
- Bellecour : Saint-Alban, fermier général
- Pin : Dabins
- Feulie : André, domestique